# International School Frankfurt Rhein-Main
Die International School Frankfurt Rhein-Main (ISF) ist eine private Ganztagsschule mit Kindergarten in Frankfurt am Main.
Sie befindet sich seit 1999 in einem neu errichteten Campus am Rande Frankfurts im Stadtteil Sindlingen. Die Schule ist als Ergänzungsschule anerkannt; sie richtet sich an Angehörige der in Frankfurt tätigen Konsulatsmitarbeiter sowie aus dem Ausland nach Frankfurt entsandter Führungskräfte. Die Schule erhält keine staatlichen Zuschüsse und finanziert sich ausschließlich durch Schulgebühren.
Die ISF wurde im Jahr 1995 von der Stadt Frankfurt, dem Land Hessen sowie mehreren privaten Unternehmen gegründet. Die Unterrichtssprache ist grundsätzlich Englisch, Deutsch wird jedoch sowohl als Fremd-, als auch als Muttersprache gelehrt. Weitere von der Schule angebotene Fremdsprachen sind Französisch, Spanisch, Koreanisch und Japanisch.

## Bildungsgänge und Abschlüsse
Es werden die Jahrgangsstufen 1 bis 12 unterrichtet.
Die ISF nutzt seit 1995 das SABIS-Bildungssystem. SABIS ist ein globales Schulnetzwerk, das auf das Jahr 1886 zurückgeht und derzeit über 70.000 Schüler unterrichtet. Die Schule bietet externe Prüfungen wie das High School Diploma, das International Baccalaureate (IB), den internationalen Ableger des britischen General Certificate of Secondary Education (IGCSE) und das US-amerikanische Advanced Placement Programm (AP) an. Die Schule fungiert auch als Testzentrum für Prüfungen des SAT (Scholastic Assessment Test) und pre-SAT, des US-amerikanischen Studierfähigkeitstests bzw. dessen Vorstufe.

## Clubs und Aktivitäten
Die ISF bietet eine Vielzahl von Clubs und Aktivitäten für Schüler an. Dazu gehören Kunst und Kunsthandwerk, Tanz, Ballett, Schach, Chor, Tanz, Debattieren, Drama, Film, IT, Trommeln und Naturwissenschaften. Im Jahr 2014 wurden Mitglieder des Debattierclubs in die deutsche Debattier-Nationalmannschaft berufen und nahmen an den Weltmeisterschaften in Thailand teil.

## Gemeinnützige Projekte
Die Schüler können sich auch an gemeinnützigen Projekten wie Habitat for Humanity und der Students' Philanthropic Foundation (SPF) beteiligen. Die Students' Philanthropic Foundation wurde 2013 von ISF-Schülern gegründet und ist eine von Studenten geleitete Wohltätigkeitsorganisation, die sich auf globaler Ebene für die Verbesserung der Bildungs- und Gesundheitsergebnisse junger Menschen auf der ganzen Welt einsetzt.
Die Schule betreibt seit mehr als 20 Jahren auch das Kenya Project (ISF Kenya Project e.V.), bei dem Spendengelder für die Chitsanze Primary School, eine Grundschule nahe Mombasa in Kenia, gesammelt werden. Die Schule betreut knapp 250 Schüler vom Kindergarten bis zur 8. Klasse. Durch diese Spendengelder konnten auf dem Schulgelände unter anderem sechs Klassenzimmer, eine Bibliothek, Sportanlagen, sowie ein Wassertank mit Trinkwasser errichtet werden. Eine weiterführende Mädchenschule, welche auch primär durch Spendenaktionen der ISF finanziert werden soll, ist aktuell noch in Planung.

## Leichtathletik
Der außerschulische Sport wurde bis August 2022 vom Sportverein ISF Sindlingen e.V. betrieben und umfasste Badminton, Basketball, Golf, Turnen, Fußball, Schwimmen, Tennis, Leichtathletik/Langlauf und Volleyball. Seit der Insolvenz des Sportvereins treten die Schulmannschaften unter dem Dach der im Sommer 2022 neu gegründeten ISF Sports Academy auf. Die angebotenen Sportarten wurden weitestgehend übernommen.
Die ISF ist außerdem Mitglied in der German International Schools Sports Tournament (GISST) Liga, die 11 internationale Schulen in Deutschland umfasst.

## Schulgeld
Der Grundpreis des Schulgeldes für das Schuljahr 2023/24 beträgt zwischen 13770 Euro (Kindergarten) und 22350 Euro (12. Klasse).